# فیرویو بیچ (ویرجینیا)
فیرویو بیچ (به انگلیسی: Fairview Beach) یک منطقهٔ مسکونی در ایالات متحده آمریکا است که در شهرستان کینگ جورج، ویرجینیا واقع شده‌است. فیرویو بیچ ۰٫۵ کیلومتر مربع مساحت و ۳۹۱ نفر جمعیت دارد و ۳ متر بالاتر از سطح دریا واقع شده‌است.